# Lijst van nummer 1-hits in Ierland in 2018
Deze hits stonden in 2018 op nummer 1 in de Ierse Single Top 100, de bekendste hitlijst in Ierland.
| Datum        | Artiest                       | Titel                |
| ------------ | ----------------------------- | -------------------- |
| 5 januari    | Ed Sheeran                    | Perfect              |
| 12 januari   | Ed Sheeran                    | Perfect              |
| 19 januari   | Ed Sheeran                    | Perfect              |
| 26 januari   | Dua Lipa                      | IDGAF                |
| 2 februari   | Drake                         | God's Plan           |
| 9 februari   | Drake                         | God's Plan           |
| 16 februari  | Drake                         | God's Plan           |
| 23 februari  | Drake                         | God's Plan           |
| 2 maart      | Drake                         | God's Plan           |
| 9 maart      | Drake                         | God's Plan           |
| 16 maart     | Drake                         | God's Plan           |
| 23 maart     | Drake                         | God's Plan           |
| 30 maart     | Drake                         | God's Plan           |
| 6 april      | Drake                         | God's Plan           |
| 13 april     | Calvin Harris & Dua Lipa      | One Kiss             |
| 20 april     | Calvin Harris & Dua Lipa      | One Kiss             |
| 27 april     | Ariana Grande                 | No Tears Left to Cry |
| 4 mei        | Calvin Harris & Dua Lipa      | One Kiss             |
| 11 mei       | Calvin Harris & Dua Lipa      | One Kiss             |
| 18 mei       | Calvin Harris & Dua Lipa      | One Kiss             |
| 25 mei       | Calvin Harris & Dua Lipa      | One Kiss             |
| 1 juni       | Calvin Harris & Dua Lipa      | One Kiss             |
| 8 juni       | Calvin Harris & Dua Lipa      | One Kiss             |
| 15 juni      | Calvin Harris & Dua Lipa      | One Kiss             |
| 22 juni      | Clean Bandit & Demi Lovato    | Solo                 |
| 29 juni      | George Ezra                   | Shotgun              |
| 6 juli       | George Ezra                   | Shotgun              |
| 13 juli      | George Ezra                   | Shotgun              |
| 20 juli      | George Ezra                   | Shotgun              |
| 27 juli      | George Ezra                   | Shotgun              |
| 3 augustus   | George Ezra                   | Shotgun              |
| 10 augustus  | George Ezra                   | Shotgun              |
| 17 augustus  | George Ezra                   | Shotgun              |
| 24 augustus  | George Ezra                   | Shotgun              |
| 31 augustus  | Benny Blanco, Khalid & Halsey | Eastside             |
| 7 september  | Calvin Harris & Sam Smith     | Promises             |
| 14 september | Calvin Harris & Sam Smith     | Promises             |
| 21 september | Calvin Harris & Sam Smith     | Promises             |
| 28 september | Calvin Harris & Sam Smith     | Promises             |
| 5 oktober    | Calvin Harris & Sam Smith     | Promises             |
| 12 oktober   | Lady Gaga & Bradley Cooper    | Shallow              |
| 19 oktober   | Lady Gaga & Bradley Cooper    | Shallow              |
| 26 oktober   | Lady Gaga & Bradley Cooper    | Shallow              |
| 2 november   | Lady Gaga & Bradley Cooper    | Shallow              |
| 9 november   | Ariana Grande                 | Thank U, next        |
| 16 november  | Ariana Grande                 | Thank U, next        |
| 23 november  | Ariana Grande                 | Thank U, next        |
| 30 november  | Ariana Grande                 | Thank U, next        |
| 7 december   | Ariana Grande                 | Thank U, next        |
| 14 december  | Ariana Grande                 | Thank U, next        |
| 21 december  | Ava Max                       | Sweet but psycho     |
| 28 december  | Ava Max                       | Sweet but psycho     |